# Pentium Pro

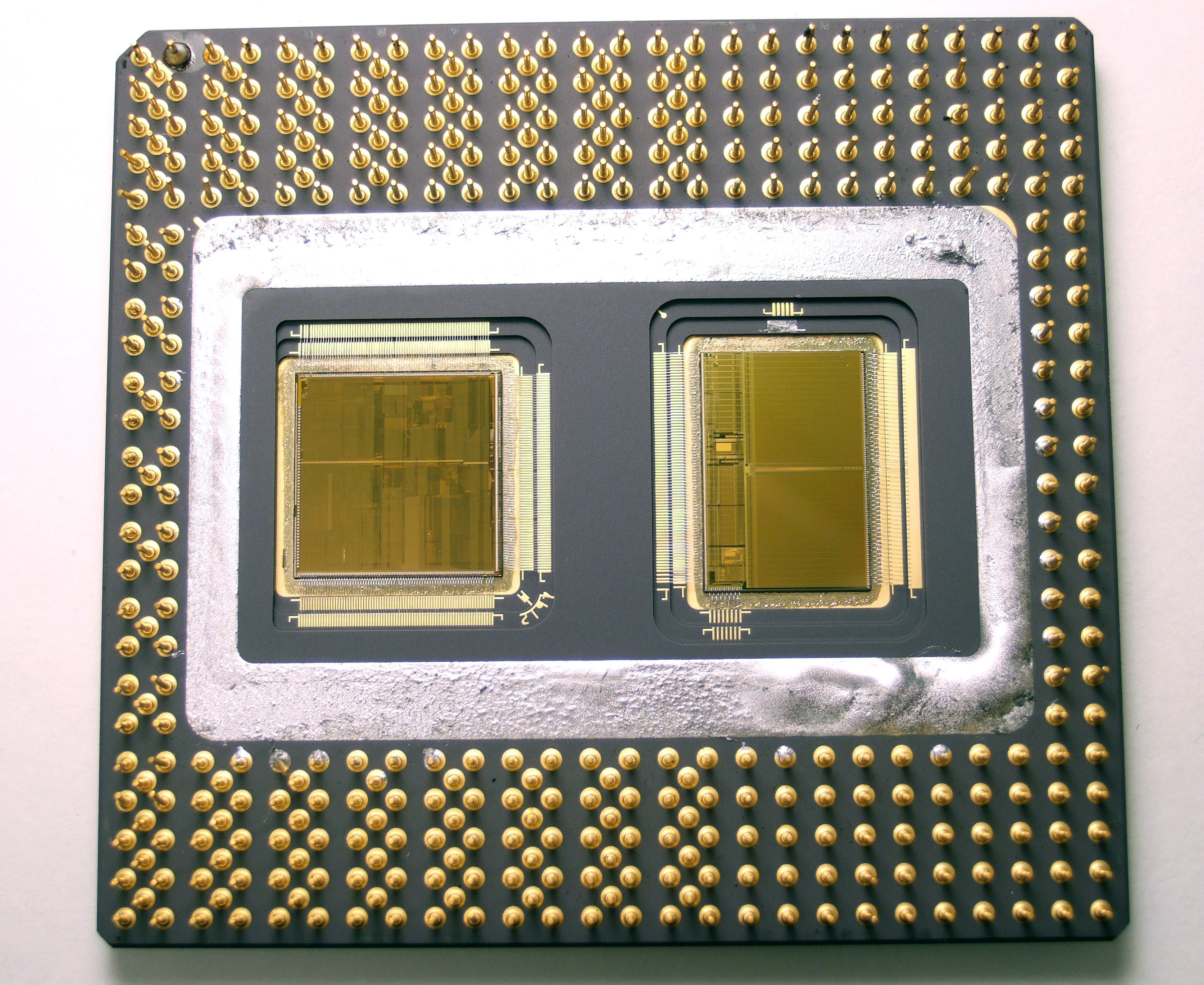
Pentium Pro 200 MHz decapado, procesador a la izquierda y caché L2 256 KiB a la derecha.

El Pentium Pro es la sexta generación de arquitectura x86 de los microprocesadores de Intel, cuya meta era reemplazar al Intel Pentium en toda la gama de aplicaciones, pero luego se centró como chip en el mundo de los servidores y equipos de sobremesa de gama alta. Posteriormente Intel lo dejó de lado a favor de su gama de procesadores de altas prestaciones llamada Xeon.
Fue puesto a la venta en noviembre de 1995. En su lanzamiento usaba un enorme Socket 8 de forma rectangular.

## Características técnicas
A pesar del nombre, el Pentium Pro es realmente diferente de su procesador antecesor, el Intel Pentium, ya que estaba basado en el entonces nuevo núcleo P6 (que se vería modificado para luego ser usado en el Intel Pentium II, Intel Pentium III e Intel Pentium M). Además utilizaba el Socket 8, en lugar del Socket 5 o 7 de los Pentium de la época. Las características del núcleo del P6 era la ejecución fuera de orden, ejecución especulativa y una tubería adicional para instrucciones sencillas. La ejecución especulativa (era la ejecución provisional de código después de un salto que no se sabía si iba a ser realizado), incrementaba considerablemente el fallo de despreciar un salto, y el Pentium Pro en aquel entonces usaba un algoritmo de predicción de saltos más sofisticado que el Pentium. Por la misma razón el Pentium Pro también introducía una instrucción de movimiento condicional (llamado cmov) que en alguno de los casos también podía ser usada para evitar la necesidad de una instrucción de salto.
El rendimiento del código de 32 bits era excelente, pero el Pentium Pro a menudo iba más despacio que un Pentium cuando ejecutaba código o sistemas operativos de 16 bits.
El Pentium Pro al principio tenía una caché desde 256 KiB hasta 512 KiB en el encapsulado, hasta la versión de 1 MiB introducida posteriormente. Todas las versiones eran caras, particularmente aquellas que tenían más de 256 KiB de caché. Los planes de la caché integrada en el mismo encapsulado eran únicos. El procesador y la caché estaban en núcleos distintos en el mismo encapsulado y conectados estrechamente por un bus rápido. Los dos núcleos (que eran bastante grandes para los estándares de aquel día) tenían que estar pegados entre sí en la primera fase de la producción, para testearlos lo antes posible. Esto quiere decir que un simple desperfecto en algún núcleo hacía necesario descartar el montaje entero, que era una de las razones de la baja producción y del alto coste de los Pentium Pro.
Las discusiones siguientes de la futura planificación del producto con Microsoft, hizo que Intel tomara la decisión de optimizar el Pentium Pro para el código de 32 bits. En consecuencia tenía poco rendimiento ejecutando código de 16 bits, y entonces Windows 95 resultó ser extensamente de 16 bits, y el Pentium Pro no estaba bien posicionado para competir en el mercado de los sobremesa.
Presentado como un chip de servidores de alta gama y de estaciones de trabajo que corrían el Windows NT de 32 bits y sistemas tipo UNIX, no estaba destinado para permanecer dentro de ese mercado que volver al mercado de los ordenadores personales. Intel rellenó el hueco con una mejora al diseño del Pentium clásico llamada Pentium MMX.
Las velocidades de reloj del Pentium Pro iban desde los 133 MHz hasta los 200 MHz con un bus externo con una frecuencia de reloj que oscilaba entre los 60-66 MHz. Muchos usuarios hacían overclocking en sus Pentium Pro, con el de 200 MHz alcanzaban los 233 MHz y de los 150 MHz a los 166 MHz. Muchos de los sistemas Pentium Pro producidos aún se emplean para configuraciones con procesamiento dual.
El Pentium Pro fue sucedido por el Pentium II, que era esencialmente una mejora y cambio de marca del Pentium Pro añadiéndole instrucciones MMX y un rendimiento mejorado de código de 16 bits. El Pentium II a 333 MHz para el Socket 8 fue producido por Intel como una opción de actualización para los poseedores de sistemas Pentium Pro.